# Вестре-Тутен
Вестре-Тутен (норв. Vestre Toten) — коммуна в губернии Оппланн в Норвегии. Административный центр коммуны — город Рёуфосс. Официальный язык коммуны — букмол. Население коммуны на 2007 год составляло 12 635 чел. Площадь коммуны Вестре-Тутен — 249,39 км², код-идентификатор — 0529.

## История населения коммуны
Население коммуны за последние 60 лет.

Статистика коммуны Вестре-Тутен